# Opòssum cuacurt de flancs vermells
L'opòssum cuacurt de flancs vermells (Monodelphis brevicaudata) és una espècie d'opòssum de Sud-amèrica. Viu a Bolívia, el Brasil, la Guaiana Francesa, la Guaiana, Surinam i Veneçuela.